# Jean-Marc Payot
Jean-Marc Payot est un photographe suisse né en 1942.